# Shygys
A Shygys egy magyar könnyűzenei fiúegyüttes.
Az együttes 1997-ben alakult Budapesten, Kozso menedzselésével. 1997. március 27-én válogatást tartottak egy együttes összehozására, ahol az ének- és tánctudás volt a feltétel. A 430 jelentkező közül Brandont, J.D.-t, Juliant, Martint, Zaket választották ki. 1997. december 18-án jelent meg első kislemezük a Hello, majd 1998-ban jelent meg első albumuk Shygys címmel. Április 25-én meghívott vendégként léptek fel a Neoton Família búcsúkoncertjén, szeptemberben szerződést bontottak Kozsoval és kiadót is váltottak. 1999-ben kiadták második albumukat Vágyom rád címmel, október 7-én aranylemezt vehettek át. 2000-ben vendégszerepeltek Olaszországban és Spanyolországban. Angol nyelvű demókazettájukat New Yorkba és Londonba is eljuttatták. 2001 februárjában a Magyarok Világszervezetének felkérésére egy három országot érintő turnéra indultak.
2001-ben Brandon, azaz Gera Zoltán Bakó Balázzsal megalapította saját együttesét a Blow Up-ot.
2014. tavaszán eldöntötték, hogy újra kezdik és készítenek pár új dalt is. Az 5 tagból viszont csak hárman döntöttek a folytatás mellett: Attila, Bálint és Levente. 
2015.március 28-án a Hungexpon rendezték meg a Total Dance Festival Spring Edition verzioját, ahol megtörtént a nagy visszatérés. 14 év után újra színpadon volt a ShyGys.
2015.május 21-én az I Love Retro szervezésében a Stereo Chef-ben ShyGys élő koncert. Házigazda: DJ Dominique.
2015.május 29. Megjelenik az új dal - Miért nem maradsz mellettem? címmel.
Zene: Csordás Levente, szöveg: Ács Bálint, vokál hangszerelés: Gajdos Attila, gitár: Dajka Krisztián.
2017.augusztus 15-én a SZIGET25 szervezésében a Retro sátor színpadán koncerteztek.
2018.03.09-én 20. születésnapi klubkoncert a Jazzy Pubban. Sok-sok meglepetés, születésnapi torta és legnagyobb slágerek.
KÖSZÖNJÜK!
A tegnap estét. A hangulatot. A régi érzést, amit oda varázsoltatok! 
"Te vagy a legjobb dolog az életben!"
Köszönjük Váczi Ferencnek a vendéglátást, Mára Krisztiánnak a szervezést, Bencze Attilának a házigazda szerepét, Bee-nek és Sipos Tominak, hogy színesítették az estét, Vic-nek a táncot, Éder János mindent.
Kozsónak, hogy eljött.
Gera Zoli és Zákonyi János öröm volt újra veletek egy színpadon állni!
Nemsokára találkozunk! 
2018. november 02. Dalpremier: a Hello újrahangszerelt verziója.
2019. május 17. Trófea Live - Miss Bee és a Bestiák-kal egy közös este, újra élőben.
2019. május 19. a Budapest Parkban Total Dance Festival Cabrio.
2019. augusztus 07. SZIGET fesztivál, Sláger FM Greatest Hits színpad. 
2020.március 28. az I Love Retro szervezésében online fesztivál: Maradj otthon! Jótékonysági fesztivál a bajba jutott honfitársainknak! #lélegeztetőgép #gyűjtés #jótékonyság
2022. augusztus 10. SZIGET fesztivál, Sláger FM Greatest Hits színpad.
2023. március 08. 
"Ma 25 éve jelent meg az első nagylemezünk! Nem gondoltuk mekkora utazás veszi kezdetét....
Csodálatos barátság. Felejthetetlen koncertek. És legfőképpen Ti, Akik mindenhova elkísértetek. Akik hajnalig Velünk utaztatok. És még most is eljártok a koncertekre!
Hálásan köszönjük Nektek ezt a 25 évet! Ölelünk Benneteket!"
2024.november 30. 10. jubileumi Total Dance Arena. Egy előadó életében sokszor vannak mérföldkövek. Ez a mai is egy ilyen. Total Dance a Papp László Sport Arénában.

## Albumok
- 1998 – Shygys (Warner-Magneoton)
- 1999 – Vágyom rád (Universal-Zebra)